# Гилберт, Уильям Швенк
Сэр Уи́льям Швенк Ги́лберт (англ. William Schwenck Gilbert; 18 ноября 1836, Стрэнд, Вестминстер, Лондон, Британская империя — 29 мая 1911, Харроу, Лондон, Британская империя) — британский писатель, драматург, либреттист, поэт и иллюстратор.

## Биография
Уильям Швенк Гилберт родился 18 ноября 1836 года в городе Лондоне в семье английского романиста Уильяма Гилберта.

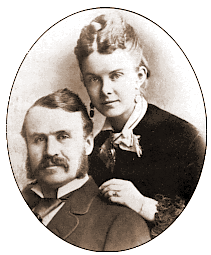
Гилберт с женой Люси (1867 год)

Известен как автор либретто четырнадцати комических опер, написанных в сотрудничестве с композитором сэром Артуром Салливаном. Наиболее известными операми являются «Корабль Её Величества „Пинафор“», «Пираты Пензанса» и, наиболее часто исполняемое произведение, «Микадо». Они, как и другие так называемые «Савойские оперы», регулярно ставятся на сцене в англоязычных и других странах. В английском языке многие строки из этих опер стали поговорками.
Гилберт также написал поэтический сборник «Баллады Бэба» с собственными юмористическими рисунками. Ему принадлежит более 75 пьес и либретто, многочисленные рассказы, стихи, тексты песен и различные другие комические и серьёзные произведения. Его пьесы и реалистичный стиль режиссуры вдохновили многих драматургов, включая Оскара Уайльда и Джорджа Бернарда Шоу. По данным Кембриджской истории английской и американской литературы, «лирический талант Гилберта и его стихотворческое мастерство подняли поэтическое качество комической оперы на уровень, которого оно никогда не достигало прежде и не достигло с тех пор».
Уильям Швенк Гилберт умер 29 мая 1911 года в родном городе.
В настоящее время на русский язык переведены три комические оперы Гилберта: «Пензанские пираты» (Пираты Пензанса), «Микадо» и «Гондольеры». Переводы Георгия Бена был опубликован в книге «Уильям Гилберт. Оперетты Гилберта и Салливана».